# 诺沃塞利察 (佳奇夫区)
48°10′1″N 23°45′28″E / 48.16694°N 23.75778°E

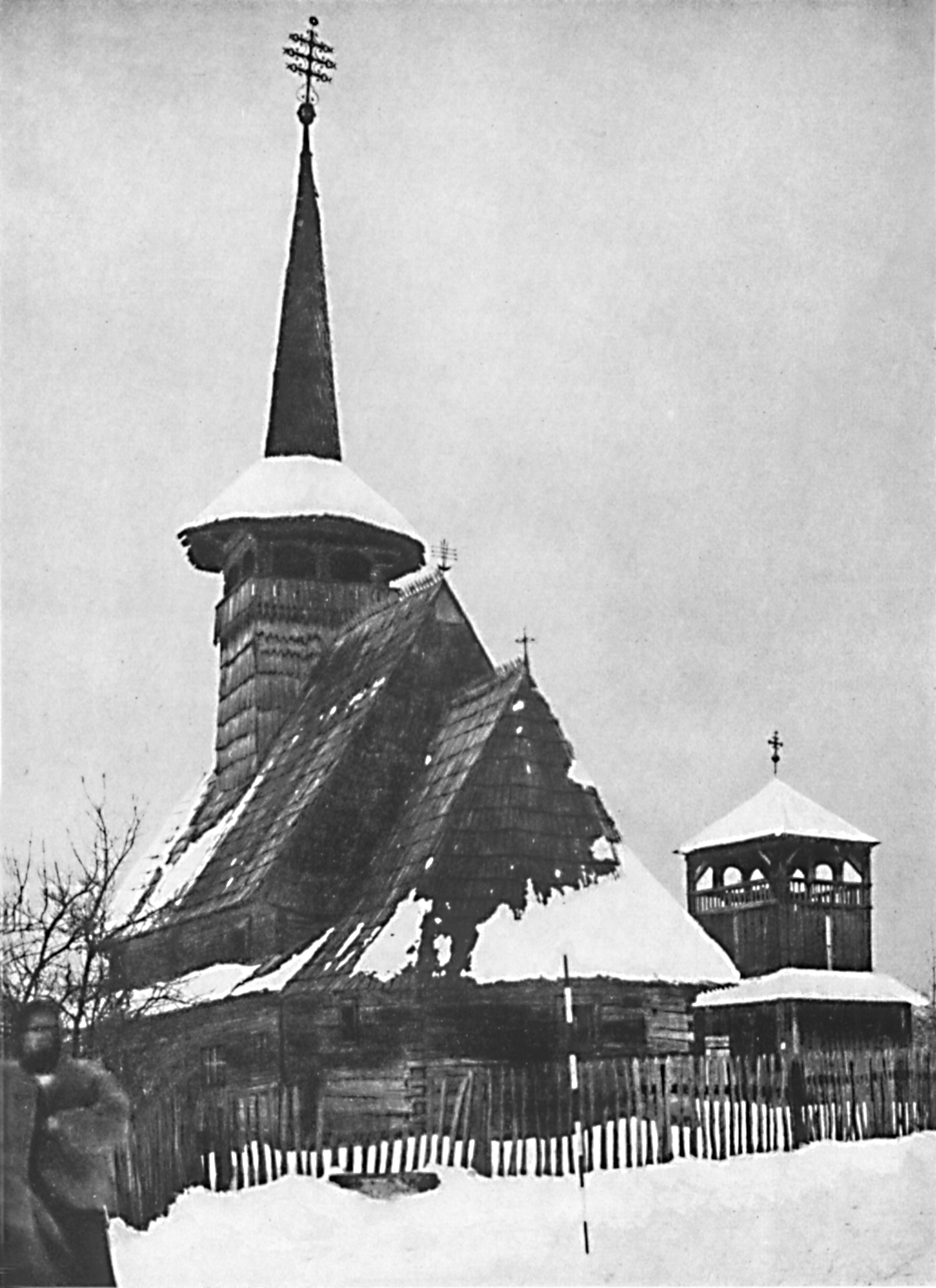
毁于1928年的教堂

诺沃塞利察（烏克蘭語：Новоселиця），是烏克蘭的村落，位於該國西部外喀爾巴阡州，由佳奇夫区内雷斯尼察市镇負責管轄，始建於1630年，面積27平方公里，海拔高度346米，2025年人口3,115。